# 瓦利亚·哈姆扎
瓦利亚·哈姆扎博士是一位印度-巴西科学家，以与伊利莎白·皮门特尔共同发现哈姆扎河而闻名，它是位于亚马逊河之下的暗河。哈姆扎是巴西国家天文台地球物理专业常驻教授之一。